# Legión romana

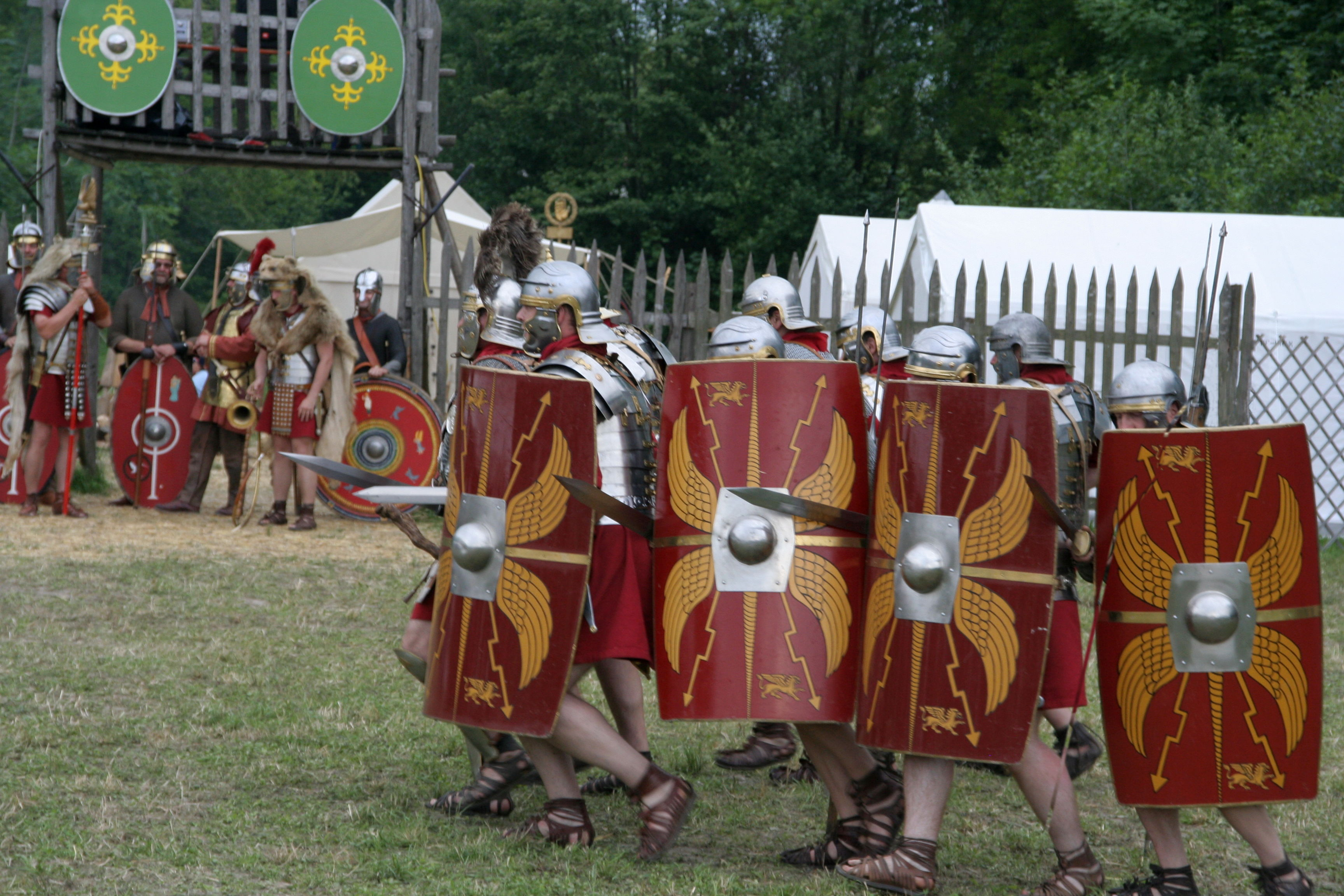
Unos actores de Pram (Austria) representando el avance de una legión romana en posición de ataque.

La legión romana (del latín legio, derivado de legere, recoger, juntar, seleccionar) era la unidad militar de infantería básica de la antigua Roma. Consistía en un cuerpo de infantería pesada de unos cuatro mil doscientos hombres, según el historiador antiguo Polibio, que más tarde alcanzaría entre los cinco mil doscientos y seis mil soldados de infantería y trescientos jinetes para completar un total de entre seis mil y seis mil doscientos efectivos, según cuenta Tito Livio. Las legiones tenían asignado un nombre y un número; se identificaron cerca de cincuenta, pero nunca llegaron a existir tantas en un mismo momento de la historia de Roma. Usualmente había veintiocho legiones con sus auxiliares, y se reclutaban más según las necesidades y la situación en cada momento.

## Historia

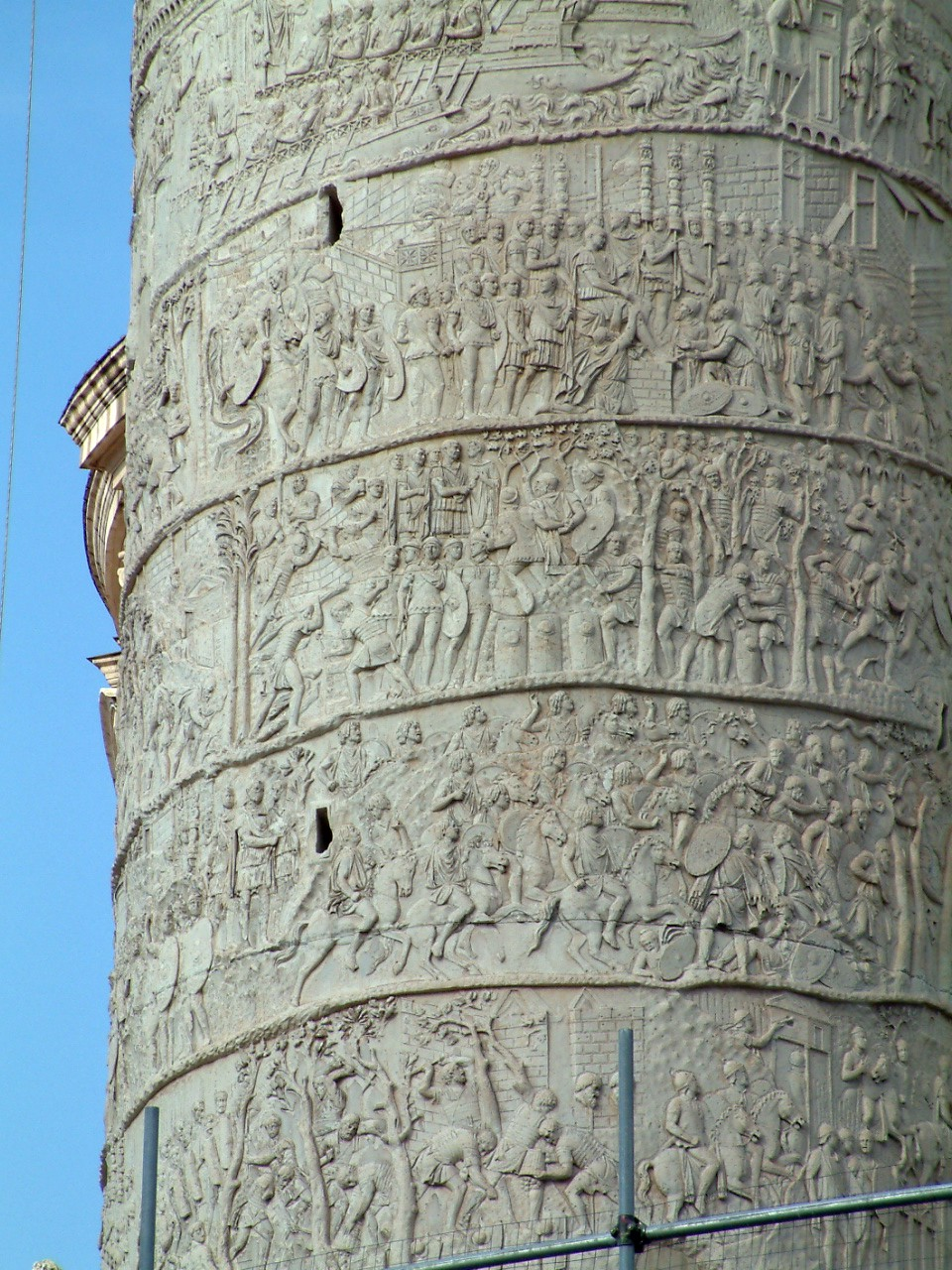
Legionarios romanos representados en la Columna Trajana.

Originalmente, en la época de los reyes, la legio englobaba al ejército romano en su totalidad, compuesta de ciudadanos romanos reclutados para las armas. En el campo de batalla formaba al estilo de la falange clásica de las polis griegas, una formación muy cerrada y consistente pero de escasa movilidad, en la que los soldados oponían un frente de picas al enemigo. Nada cambió con el advenimiento de la República romana, en la que la legio se subdividió en dos legiones separadas, cada una bajo el mando de uno de los dos cónsules. Los primeros años de la República se caracterizaron por las continuas invasiones del territorio romano que realizaban los vecinos de la Urbs. La formación de falange estaba totalmente adaptada para combatir en terreno llano, por lo que mientras Roma no salió del Lacio no se cambiaron las disposiciones tácticas de la Legión. Fue durante las guerras samnitas (guerras intermitentes entre el 343 y el 290 a. C.) cuando las legiones se organizaron de un modo más formal, ya que se vieron obligadas a luchar en un terreno montañoso no apto para la falange. Fue también por entonces cuando las campañas empezaron a estar estratégicamente mejor planificadas y el ejército consular se dividió en dos legiones. Debido a esto se pasó del sistema de falange al sistema de manípulos y centurias, más flexible y apto para el terreno montañoso. Más tarde, tras la reforma de Cayo Mario, se adoptó el sistema de cohortes, formadas por unos 480 hombres divididos en tres manípulos de 160 soldados, pues cada manípulo estaba compuesto por dos centurias de 80 hombres. Durante el Imperio (al menos desde el año 30 a. C. hasta el año 284 d. C.), la legión era comúnmente reforzada por tropas aliadas, los auxilia, compuestas por soldados que no eran ciudadanos romanos y cuyo propósito principal era apoyar a las legiones romanas en combate, compuestas en exclusiva por ciudadanos romanos. Estas tropas auxiliares eran reclutadas entre mercenarios o entre pueblos cuya habilidad bélica era bien conocida en el mundo antiguo, como los jinetes númidas o los honderos baleares.
Durante los períodos finales de la República de Roma y la Roma Imperial, las legiones desempeñaron un rol político importante, al tiempo que se profesionalizaban completamente. Sus acciones podían asegurar el destino de un Emperador romano, o destruirlo. Un ejemplo es la caída de Vitelio en el Año de los cuatro emperadores, decidida en el momento en que las legiones del Danubio eligieron apoyar a Vespasiano. Cerca del siglo I a. C., la amenaza demagógica de las legiones quedó claramente identificada. Los gobernantes no podían alejarse de sus provincias con sus legiones. Cuando Julio César cruzó el río Rubicón para dejar sus provincias y trabarse en armas en Italia, se precipitó una crisis constitucional.

## Organización

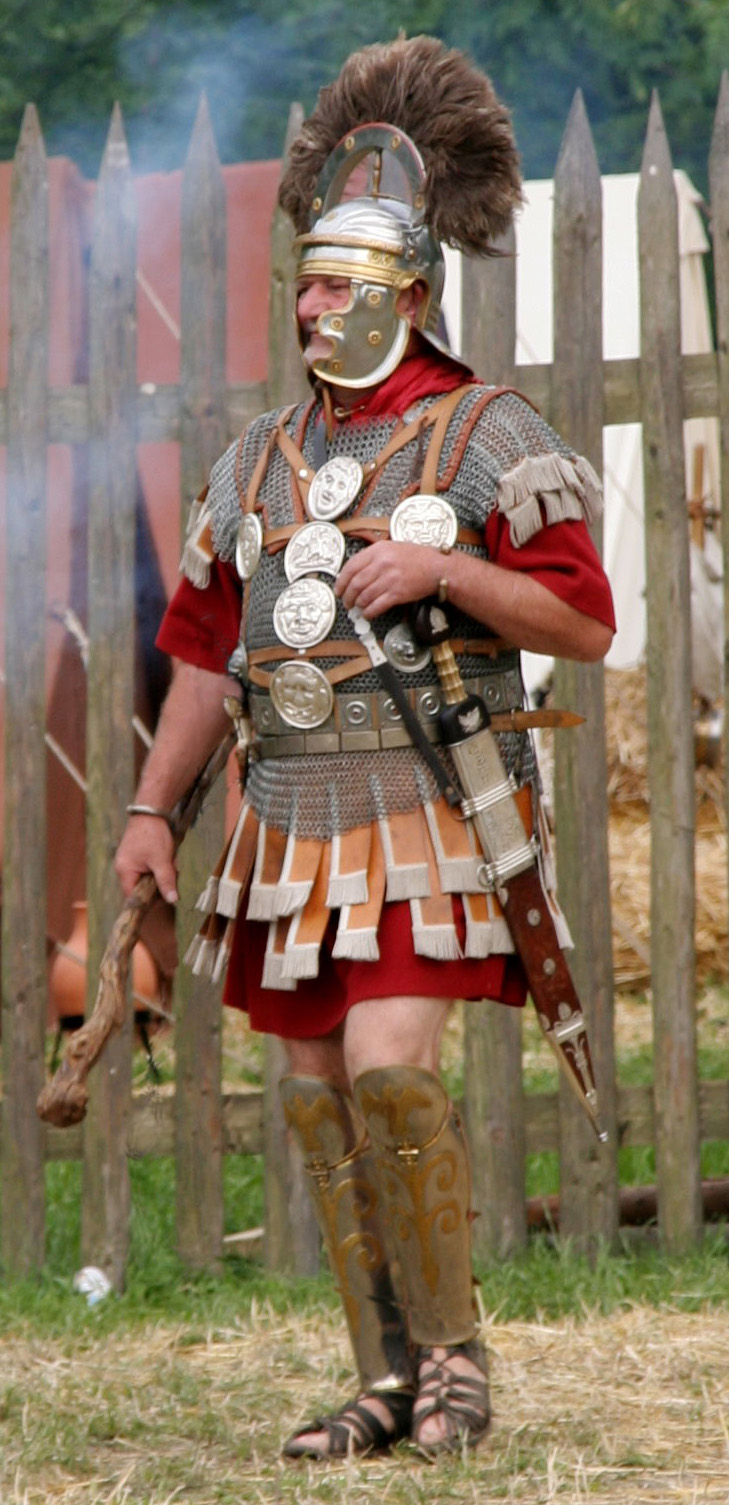
Aspecto de un centurión del año 70 d. C.

En la República, la existencia de las legiones fue efímera. Con excepción de las Legiones I a IV, que formaban el ejército consular (dos por cónsul), las otras unidades se reclutaban por campaña. El carácter permanente tuvo lugar fundamentalmente por cuestiones internas: en particular para garantizar su lealtad al Emperador, y no a sus generales. Durante el Imperio, la legión fue estandarizada, con símbolos y una historia individual, en donde los hombres servían con orgullo. Las legiones eran comandadas por un legado o legatus. Rondando los treinta años de edad, usualmente serían senadores por tres años. Los subordinados inmediatos del legado serían seis tribunos militares elegidos: cinco oficiales regulares y el sexto, un noble representando al Senado. Había un grupo de oficiales prestando servicios médicos, ingenieros, cronistas y el praefectus castrorum (prefecto o comandante de campo), que había servido como primus pilus, o primer centurión, siendo este un personaje muy respetado. Por debajo del primus pilus se hallaban los centuriones, que tenían como subordinado a un optio. Por debajo se hallaba la masa de legionarios, entre otros especialistas como sacerdotes y músicos.
A mediados de la República, las legiones se componían de las siguientes unidades: 

### Caballería oéquites
Esta era originalmente la unidad más prestigiosa, donde los romanos jóvenes y saludables comenzaban a destacarse antes de iniciar sus carreras políticas. El equipamiento necesario era pagado por cada jinete, y consistía en un caballo, escudo redondo, casco, armadura corporal, espada y una o más jabalinas. La caballería era excedida en número en la legión. En un total de cerca de 3 000 hombres, habría apenas unos 300 jinetes, divididos en 10 unidades de 30 hombres. Al mando de cada unidad se hallaba un decurión. A esta caballería pesada se sumaba una caballería ligera, que reclutaba ciudadanos más pobres y jóvenes de buena salud, pero sin la edad suficiente para entrar en la hastati o en la équites.

### Infantería ligera ovélites
Los vélites eran básicamente lanzadores de jabalina y hostigadores en general, y no tenían una organización formal precisa o una función en el campo de batalla. Eran utilizados según la necesidad y provenían de los estratos económicamente más bajos de la sociedad.

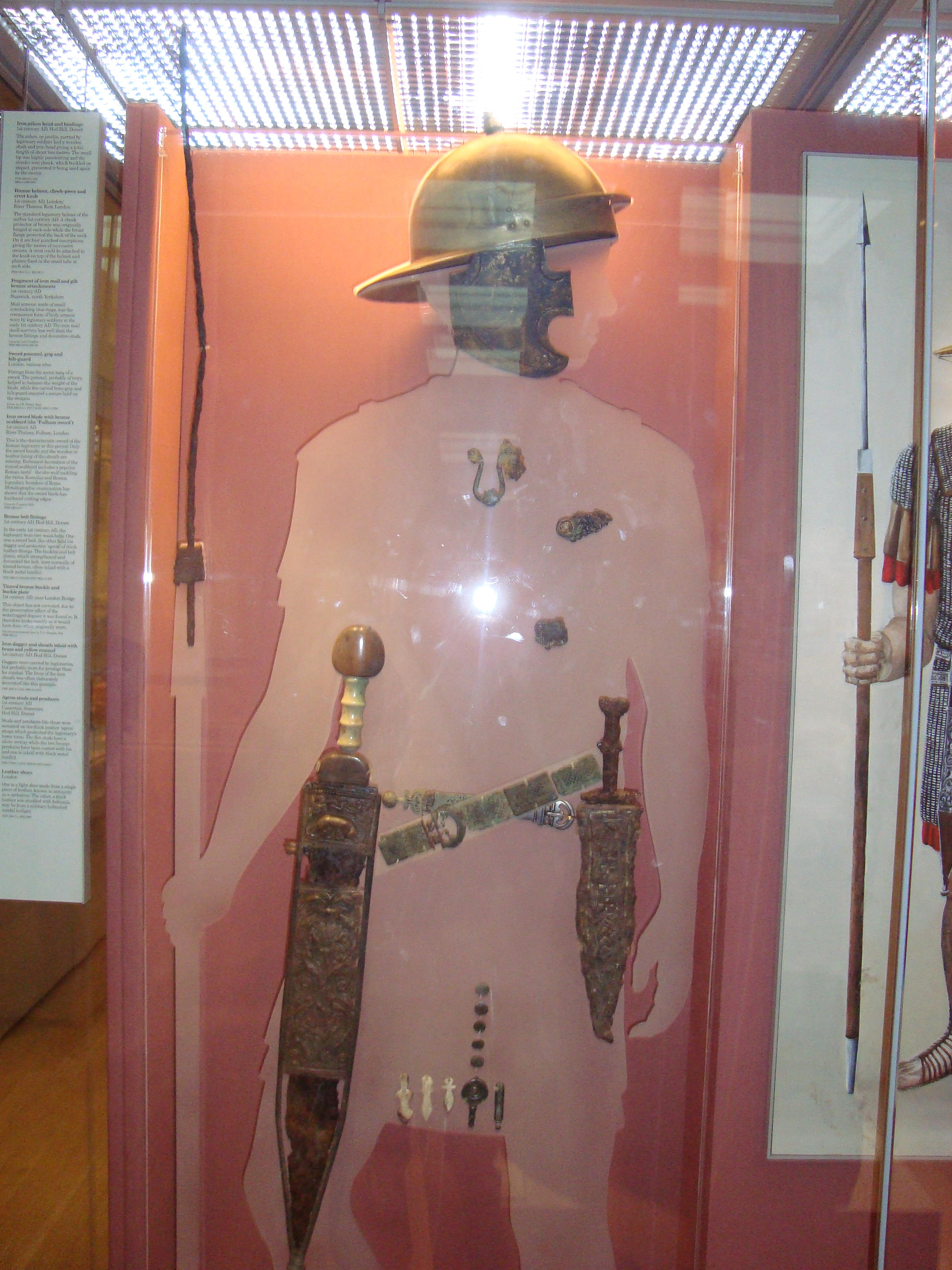
Armas de un legionario. Se puede ver la espada corta (gladius) y el pílum.

### Infantería pesada
Era la unidad principal de la legión. Se componía de ciudadanos legionarios que pudieran pagar el equipo compuesto de casco de bronce, escudo, armadura y lanza corta (pilum). El arma preferida era el gladius, un tipo de espada corta. La infantería pesada estaba subdividida de acuerdo a la experiencia de los legionarios en tres líneas separadas:
- Los hastati (sing. hastatus): eran los más jóvenes y formaban la línea delantera. Iban armados con dos pila de distintos pesos, para que una tuviera más alcance y la otra perforase los escudos. En el cuerpo a cuerpo, empleaban la espada. Como armadura era común el uso de placas de bronce sujetas con correas de cuero, que tapaban el corazón y parte del pecho. También utilizaban casco de bronce y el scutum (escudo largo romano).

- Los principes (sing. princeps): se trataba de hombres con edades rondando los 30 años, componían la segunda línea de la legión e iban armados al igual que los primeros, pero en lugar de la placa del pecho podían pagarse una coraza de cota de malla de anillos.

- Los triarii (sing. triarius): eran los soldados veteranos y alineados atrás, que sólo entraban en combate en situaciones extremas. A diferencia de los príncipes, en lugar de los pila manejaban una lanza larga, formando una sólida falange erizada de puntas de lanza que contuviera al enemigo.

Cada una de estas líneas estaba subdividida en manípulos, la menor subunidad del ejército, compuestas de dos centurias comandadas por el centurión mayor. La centuria como unidad de combate estaba formada por 80 hombres. Su nombre viene dado por ser la unidad que acompaña al centurión. Suele pensarse erróneamente que poseían 100 hombres porque se asocia centuria a ciento, y eso es totalmente equivocado. Cada centuria tenía su estandarte y estaba compuesta por diez unidades llamadas contubernia. En un contubernio había ocho soldados compartiendo tienda de cuatro plazas (los otros cuatro estarían siempre de guardia), piedra de moler, una mula y un caldero (dependiendo de la duración de la travesía). 
En batalla, los manípulos estaban organizados comúnmente en una formación cuadriculada llamada quincux. Los manípulos de príncipes cubrían los espacios abiertos dejados por los hastati, siendo cubiertos los propios por los manípulos triarii. 

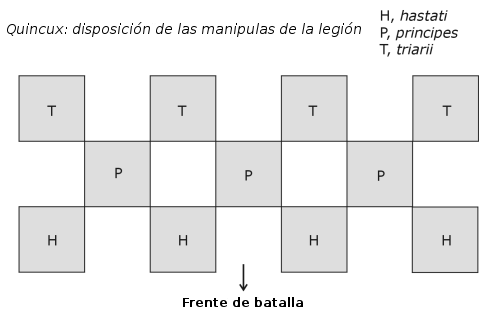

Cuando se desplegaba una legión en el combate, cada centuria formaba normalmente un cuadrado de 10 hombres de frente por 8 de fondo. Así, una centuria se colocaba tras la otra y formaba un manípulo, constituyendo un cuadrado de 10 hombres de frente por 16 de fondo. En las crónicas de Polibio y Vegecio se relata que el espacio entre filas era de tres pies, siendo entre columnas de cuatro pies (tomando como referencia que un infante pertrechado ocupa un espacio de dos pies de ancho por uno de fondo -60 x 30 cm-, deducimos que cada centuria podía ocupar un cuadrado aproximado de unos 50 pies de frente por 40 de fondo, es decir, 15 metros por 12).
En las cohortes, los tres manípulos formaban juntos en línea, pero dejando una distancia entre sí suficiente como para que la segunda centuria de cada manípulo pudiese ocupar el espacio entre las centurias situadas al frente. Esta formación, dispuesta con tres centurias de frente por dos de fondo, ocuparía un espacio en el campo de batalla de aproximadamente 75 m de frente, pero teniendo que dejar un espacio de 15 m con referencia a la cohorte situada en su flanco izquierdo, de forma que su centuria situada en la segunda línea a la izquierda pudiera desplegarse en este espacio.
Las cohortes generalmente se disponían en tres líneas denominadas acies, o al menos para César la formación en "triplex acies" es la habitual. En caso de que se contase con pocos efectivos, también se podía formar en acies duplex, pensada para poder mantener un mismo frente de batalla ante un enemigo superior en número, evitando así el ser superado por las alas y, una vez envuelto, derrotado. Dado que una legión estaba formada por diez cohortes, en la formación de triplex acies se obliga a que una línea tenga una cohorte más que las otras dos, siendo habitual el despliegue en el campo de batalla de cohortes de distintas legiones, eso sí, procurando que las cohortes de una misma legión estuvieran próximas unas a otras.

### Artillería
Esta tecnología fue heredada de los griegos, los romanos supieron perfeccionarla para construir poderosas máquinas. Fue Julio César el primer general en utilizar la artillería masivamente en campo abierto. Con cuerpos de madera, la mayoría de las máquinas se basaban en la utilización de la torsión de grandes madejas de fibra o crines de animales como fuerza impulsora para el lanzamiento de dardos o grandes piedras. La artillería romana consistía primordialmente en tres clases de máquinas:
- Balista: Arma pesada principal del ejército romano, lanzaba dardos o piedras en una trayectoria relativamente horizontal a una distancia de hasta 180 metros. El peso de los proyectiles variaba entre el ligero de poco más de medio kilo, al de 800 g. Una legión generalmente disponía de diez de éstas armas, una por cada cohorte.

- Onagro: Era una máquina que lanzaba masas sólidas (grandes piedras), como una honda, a una distancia máxima de 300 metros. Su uso no era muy popular y la razón reside en que eran muy difíciles de fabricar y aún más de mantener, puesto que sufría averías constantemente. El onagro era un arma de sitio más que un arma para el campo de batalla. Las legiones que disponían de esta arma contaban con tres unidades de la misma.

- Escorpión: Era un arma que arrojaba flechas o jabalinas. Esta generalmente tenía un cuerpo metálico, aunque también podía ser de madera. Las flechas que se usaban como proyectiles tenían una medida de 70 centímeros y podían ser disparadas hasta una distancia de 350 metros. Cada legión disponía de 59 de estas, una por cada centuria.[3]

## Las reformas de Mario
La división de la infantería en secciones especializadas, hastati, príncipes y triarii, desaparecerá con la reforma de Cayo Mario, a finales del siglo II a. C. A partir de la reforma, la infantería legionaria constituye un cuerpo homogéneo de infantería pesada, sin distinciones por razón del armamento o la edad de los soldados, aunque pervivió de algún modo en la nomenclatura de los empleos de la oficialidad con fines de escalafón. Del mismo modo, se eliminó de la legión el contingente de vélites, que ya estaba totalmente en desuso: la infantería ligera de las legiones primitivas era muy poco efectiva, como se demostró una y otra vez durante las guerras púnicas, y fue sustituida por cuerpos especializados de "auxiliares", que en la época imperial procedían de levas entre los indígenas de las diversas provincias, agrupándose según su origen étnico y conservando su indumentaria y estilo peculiar de combate.

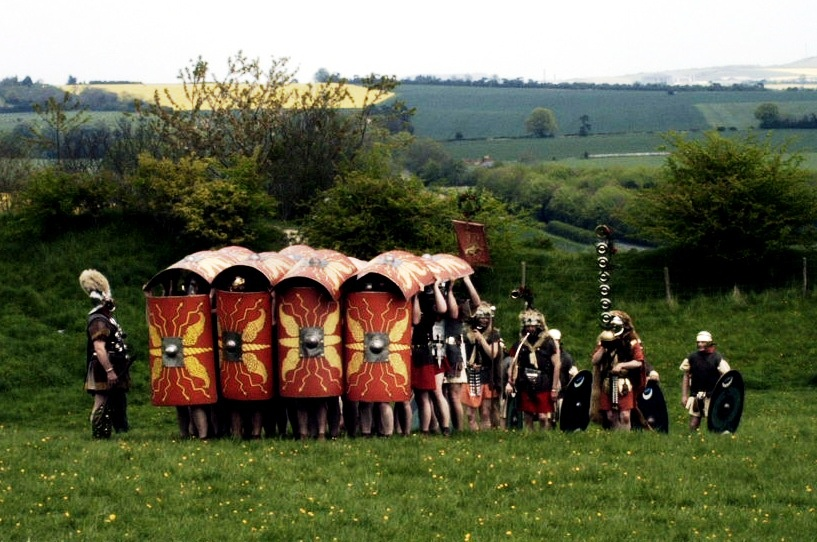
Testudo o formación en tortuga.

Esta reforma se debió a la necesidad de crear un nuevo contingente militar para defender el territorio romano tras las gravísimas derrotas sufridas en las guerras contra cimbrios y teutones, dos tribus germánicas que habían atravesado las fronteras romanas en el transcurso de su migración hacia la Galia, entre los años 106 y 105 a. C. Estas derrotas, de proporciones catastróficas, junto con el progresivo desinterés por la milicia por parte de las clases sociales superiores, implicaban que la cantidad de hombres disponibles para combatir era demasiado exigua, y supusieron el paulatino abandono del concepto "ejército de ciudadanos" o ciudadano-soldado por parte de Roma. Mario instituyó un ejército profesional de nueva planta, reclutado entre las clases sociales inferiores, los infraclassem, hasta entonces exentos del servicio militar. A partir de este momento, el legionario es un soldado profesional, que recibe una paga por su servicio y la promesa de mejoras económicas una vez concluido.
Pero esto implicaba también un grave riesgo para la estabilidad de la República, ya que a partir de este momento los soldados con frecuencia depositaban su lealtad más en su comandante que en su metrópoli. Más aún cuando determinados generales armaban y financiaban legiones de su propio bolsillo (como hizo César en la guerra de las Galias). De ahora en adelante, el ejército se convierte en un factor decisivo en la vida política romana, puesto que cualquier personaje que cuente con el apoyo de las legiones puede utilizarlas como herramienta para obtener el poder.
Desde entonces, las cohortes, de las cuales habría diez por legión, sustituyen a los manípulos como unidad táctica básica. Cada cohorte se compone de 6 centurias y es liderada por un centurión pilus prior. El centurión mayor de la legión es llamado primus pilus, un soldado de carrera y asesor del legado.
Las diez cohortes que integran la legión van numeradas del I al X, pero están organizadas jerárquicamente: la Cohorte I tiene el doble de soldados que las demás, generalmente la componen los más veteranos y se despliega en primera fila. Por el contrario, la cohorte X despliega en segunda fila y está compuesta por los soldados más bisoños. Este desdoblamiento de la primera cohorte podía en ocasiones extenderse a las demás, hablándose en este caso de cohortes miliarias. El desdoblamiento o duplicación de efectivos no se realizaba aumentando el número de centurias sino el de soldados, pasando cada centuria a tener unos efectivos teóricos de 160 hombres.
Por lo tanto, una legión normal se componía de alrededor de 6000 hombres de armas, 300 jinetes y de un gran número de discípulos, sirvientes y esclavos. Las legiones que desplegaban 6000 efectivos en batalla permanecieron inalterables hasta los tiempos de Diocleciano, en la que se redujo el número de soldados por unidad a unos 1000 para quitar poder a los comandantes. En ciertos periodos de la historia de Roma no se cumplieron estos estándares, por ejemplo: en ciertos períodos de la guerra civil, Julio César tenía solo 3500 hombres por legión, aproximadamente.
Por otra parte, desde la época de Julio César, las legiones incluían un tren de artillería bastante completo: cada centuria estaba equipada con una carroballista, una gran ballesta montada encima de un carro, y cada cohorte con una catapulta, lo que no solo incrementaba la potencia de fuego de la legión en el combate a campo abierto, sino que servía también para la guerra de asedio.
Este pequeño ejército, capaz de batirse por sí solo en casi cualquier modalidad militar, arrastraba (especialmente en la época imperial) una gran cantidad de personal civil no directamente relacionado con la legión: comerciantes, prostitutas, "esposas" de legionarios (que no podían contraer matrimonio), que al establecerse en torno a los campamentos permanentes o semipermanentes acababan dando lugar a auténticas ciudades.
En principio, era requisito imprescindible para ser legionario el poseer la ciudadanía romana.

### Auxiliares
Surgidos por pura necesidad táctica, dado que la infantería pesada legionaria precisaba el apoyo de otros cuerpos de caballería e infantería ligera. Tras la reforma de Mario aparecen ya cuerpos irregulares de caballería, que reciben el nombre de auxilia, siendo disueltos al finalizar las campañas. Pero es tras la guerra Social (91-89 a. C.) cuando los auxilia reciben el impulso definitivo al desaparecer las Alae Sociorum. Igualmente, cuerpos de arqueros, honderos y caballería son reclutados, muchas veces mediante levas forzosas, entre los diferentes pueblos del Mediterráneo. 
No obstante, fue Julio César quien sentó las líneas básicas de lo que luego serán los auxiliares imperiales al reclutar entre galos y germanos unidades de caballería. Por otro lado, los cuerpos de infantería auxiliar parecen haber sido más bien una apuesta de Augusto.
En cualquier caso, son pequeños destacamentos que acostumbran a acompañar a una legión ejerciendo una función auxiliar –en todos los sentidos de la palabra–, pero que también pueden actuar independientemente. Su principal característica es que –salvo excepciones– están compuestas por individuos que no son ciudadanos romanos, existiendo fundamentalmente dos tipos de unidades, tradicionalmente asociadas con caballería e infantería, que reciben el nombre de ala y cohors, respectivamente. Caso aparte serían las cohortes equitatae, constituidas por un núcleo fuerte de infantería y un pequeño destacamento de caballería. 
Todas ellas podían ser quinquinariae o miliariae, es decir, de quinientos o mil hombres. Sin embargo, los estudios más recientes confirman lo que ya Cheesman apuntaba a principios de la centuria pasada: «esta estructura numeral es demasiado rígida como para ser cierta».[cita requerida]
Las excavaciones de los barracones de los soldados –así como las informaciones del Pseudo-Higinio– arrojan estos datos: semeja que las cohortes quinquinariae estarían formadas por seis centuriae de 80 hombres –al cargo de un centurión– y la miliariae por diez, lo que nos arroja unas cifras de 480 y 800 hombres, respectivamente. En cuanto a las alae, las miliariae estarían formadas por veinticuatro turmae de 30 hombres –a los que hay que sumar un decurión y un portaestandarte, en total, 32- y las quinquinariae por dieciséis turmae, con cifras totales de 768 y 512 équites.

Por lo que a las equitatae se refiere, la situación se complica, pero todo parece indicar que serían unidades de seis o diez centurias y cuatro u ocho turmae, según la dualidad antes expuesta. 
Aun así, parece que la diferenciación entre unidades quinquinariae y miliariae es fruto de los turbulentos acontecimientos de los años 68-69 –aunque en el caso de las alae parece haber algunos escasos ejemplos anteriores– y que desde la época Flavia habría una clara tendencia hacia el reclutamiento de unidades miliarias. Estas –tanto alae como cohortes– estarían comandadas por tribunos, mientras que las otras lo estarían por prefectos –ambos de rango ecuestre- (Cheesman, sin embargo, dice que las alae miliariae estarían mandadas por prefectos). El primero de los centuriones o decuriones recibe el título de prínceps y ocupa un escalafón inferior al subprefecto, asistente del oficial al mando de la unidad. Queda por mencionar el hecho singular de las cohortes Civium Romanorum, igualmente auxiliares, pero compuestas bien por ciudadanos romanos –libertos que no podían enrolarse en las legiones y que se habrían reclutado en situaciones de emergencia–, bien por peregrini que recibirían el título como premio por un hecho de armas destacado. El título sería conservado en lo sucesivo por la unidad, pese al licenciamiento de las tropas premiadas (los auxiliares se licenciaban con honores tras 25 años de servicio), y estaría bajo el mando de un tribuno. 
Por lo que se refiere al numerus, en principio designa a cualquier unidad que no se atenga a la regularidad de las antes mencionadas, como puede ser el caso de las guardias de corps de oficiales o cargos administrativos, pero en la forma en que los numeri logran un mayor éxito es como unidades auxiliares, aunque se diferenciarían de las anteriores por su organización interna. Así pues, los numeri son lo que en origen eran los cuerpos auxiliares: unidades de nativos reclutados que mantienen su estructura jerárquica y organizativa propia. Son, por así decirlo, un cuerpo de irregulares. Parece que su desarrollo desde el siglo II vendría a paliar la carencia de armas y modos de combate tradicionales que se produjeron con la paulatina romanización del modo de combate de los auxiliares. Esto anuncia y explica en parte el ulterior reclutamiento de grupos de germanos, sármatas, iranios o mauritanos –muchos de ellos derrotados en batallas por los romanos y desplazados a otro frente del Imperio romano– que se da durante el Tardoimperio e incluso en Bizancio en época justinianea.
Otros cuerpos, como la marina, en estos momentos centralizada en las flotas de Miseno y Rávena para el Mediterráneo, así como en las periféricas de Britania, el Rin o el Danubio, sobrepasan ya nuestro marco de estudio. En cuanto a las milicias urbanas que existieron, nunca fueron usadas en los conflictos externos o como tropas de choque. Así y todo, para un Imperio tan extenso como el romano, los 240 000 hombres en armas ofrecidos por Tácito o los 315 000 que se estipulan para inicios de la década de 160 son escasos, y no digamos las cifras entre 180 000 y 220 000 hombres para los siglos I-II d. C. que ofrece Cheesman.

## El Tardo imperio

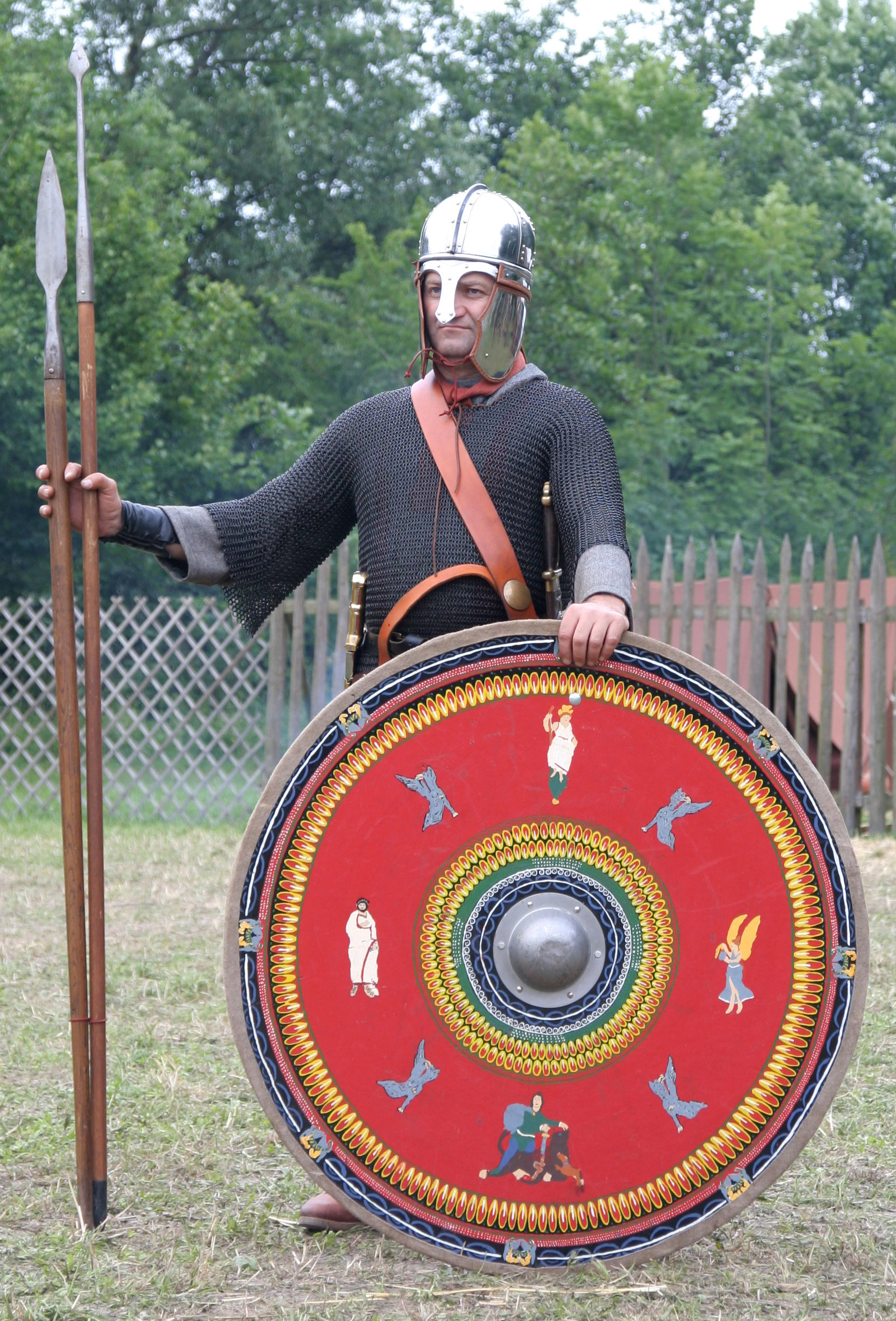
Aspecto de un soldado romano del siglo III

Se desconoce en gran medida lo que ocurrió con el ejército en el transcurrir de la llamada Anarquía militar pese al protagonismo del mismo en estos años. Muchas de las tendencias anteriores se acentuaron, lo que, junto a notables permanencias, conformó lo que será el ejército del Bajo Imperio. Cheesman señala que, desde el edicto de Caracalla, la diferenciación entre cuerpos auxiliares y legiones se hizo cada vez más accesoria, de modo que la única señal distintiva era su diferente entrenamiento. El auge de los numeri y el edicto se combinaron para hacer de los auxiliares una unidad sin razón de ser. Sin embargo, la legión conservó largo tiempo su carácter elitista y su superior preparación como señales distintiva. 
Si en algo se centra la discusión acerca de la organización militar del Tardoimperio es en la cuestión acerca de los cuerpos de limitanei y comitatenses. La tradición ha querido ver en los primeros unas fuerzas fronterizas, como su propio nombre (ribereños) indica, y en los segundos un conjunto de fuerzas móviles con cierto carácter de élite. De todo esto se han derivado numerosos debates que, muy a menudo, han venido a caer en errores de apreciación y convencionalismos más o menos inventados tiempo atrás. Así, los limitanei son poco más que colonos armados, mientras que los comitatenses son los verdaderos soldados profesionales. Por sentido común, cualquier clasificación estricta en historia supone otorgarle al pasado una simplicidad que únicamente esconde nuestro desconocimiento. Las realidades siempre son más complejas. Por lo que revelan nuestras fuentes, los limitanei son el conjunto de tropas asignadas a una determinada región, encontrándose bajo la dirección del dux de la misma. Por su parte, los comitatenses están ligados más directamente al emperador o a sus hombres más allegados. Esta clase de unidades se encuentran por lo general asentadas en las provincias interiores, actuando como garantes ante una revuelta interna o el levantamiento de un usurpador. Además, se desplazan con mayor facilidad –que no rapidez-, al no estar asignadas a ningún territorio en el que tuviesen que ejercer labores civiles o administrativas, de las que más adelante hablaremos. A mayores existían, dentro de esta gran división del ejército, unidades de naturaleza y tamaño diverso a las que no nos referiremos por falta de espacio, pero que verdaderamente merecen una mayor atención por parte de la literatura especializada, a menudo obcecada por los oropeles de la época altoimperial.

## Reclutamiento y adiestramiento

### Reclutamiento
Aquellos que deseaban convertirse en legionarios debian presentarse a las oficinas de reclutamiento establecidas a lo largo del territorio bajo gobierno romano, generalmente había una en cada centro urbano importante. Al llegar allí debian disponerse a cumplir una serie de requisitos para garantizar su acceso a la fase de adiestramiento. Los requisitos esenciales eran:
- Tener una contextura física media, delgado pero en buenas condiciones de nutrición.
- No tener problemas ni de visión ni de audición.
- Saber leer y escribir en latín.

Una vez admitidos, debian prestar un juramento, dando votos de obediencia a sus superiores, además de la promesa de nunca desertar.
Ya cumplido todo esto, se les asignaba un destacamento, al cual era enviado para iniciar con la etapa de adiestramiento.

### Adiestramiento
El adiestramiento cumplía dos funciones: fortalecer el cuerpo y enseñar las técnicas de combate individual y formaciones.
Las marchas eran una parte muy importante debido a su importancia táctica ya que, cuanto más rápido se marchase, antes se entraría en combate. Las marchas se hacían regularmente sin importar el tiempo. Todos los soldados iban cargados con un equipo de unos 25 kg y recorrían una distancia de 30 km en cinco horas.[cita requerida]
Los legionarios también aprendían a construir campamentos donde pernoctar tras las jornadas de marcha.
Otra parte del entrenamiento era, sin duda, el aprendizaje de las formaciones, ya que eran éstas, las que diferenciaban una legión romana de un grupo de bárbaros. Los legionarios sabían ejecutar relevos de líneas, formaciones de tortuga o testudo y despliegues de todo tipo.
Los legionarios se ejercitaban con armas falsas lastradas, para que de esa manera las armas normales les resultaran más ligeras.
Por último hay que hablar de la disciplina. A los legionarios se les enseñaba a obedecer ciegamente las órdenes, siendo aquellos que las desobedecían severamente castigados mediante linchamientos,  apedreamientos o decimatios, ejecutados por sus propios compañeros.[cita requerida]

## Símbolos

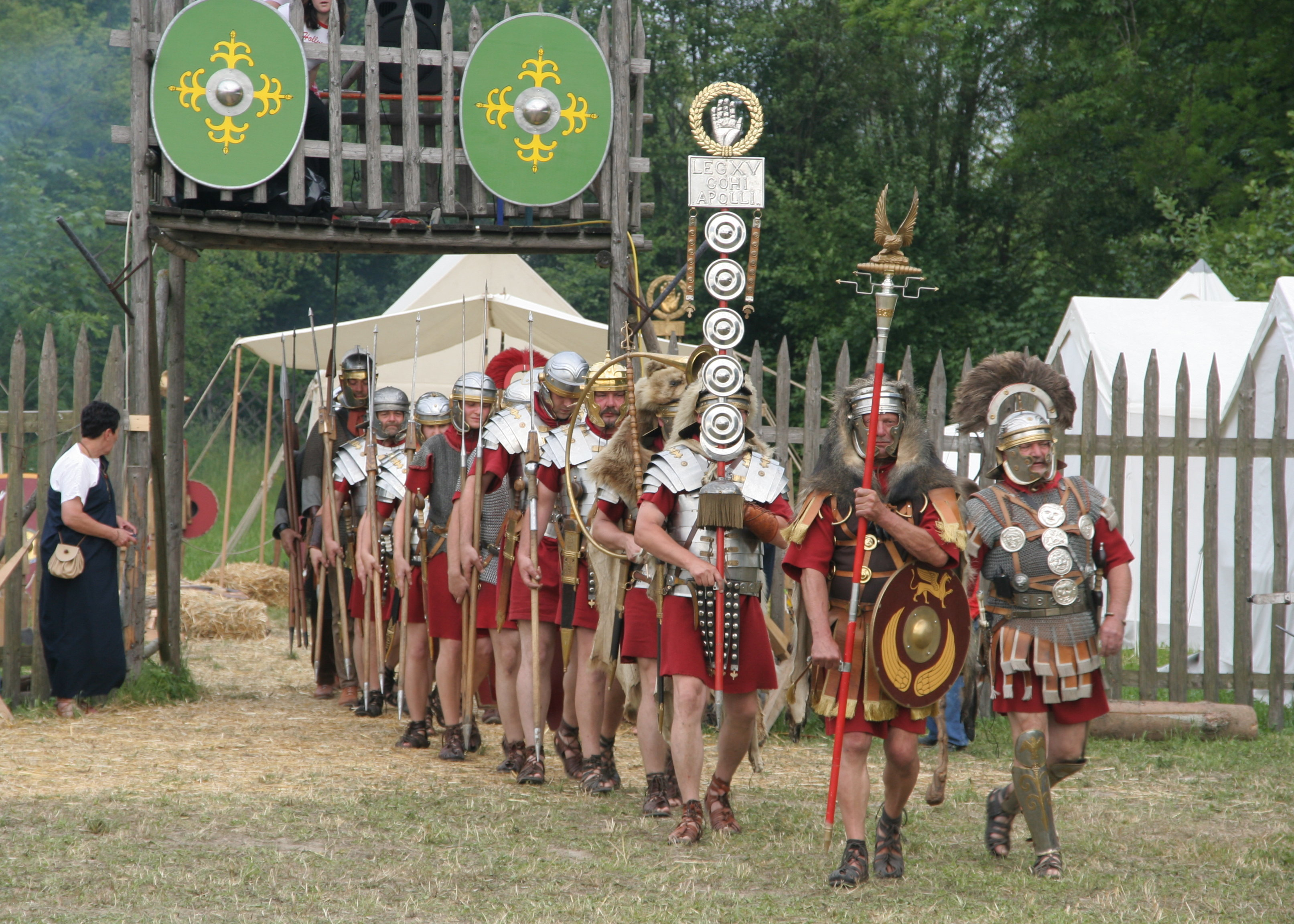
Legionarios con aquilifer al frente y "signum" detrás.

Desde la reforma de Mario –alrededor del año 104 a. C.-, se ha venido priorizando en el seno de la legión una de las enseñas tradicionales que estos cuerpos solían llevar al campo de batalla. Se trata del águila romana, que se impone como símbolo legionario por antonomasia, desplazando al lobo, al toro, al jabalí y al caballo, muestras de animales totémicos pertenecientes a una sociedad campesina. Las águilas se realizan en metales nobles –plata primero, oro después- y se guardan celosamente en el "aedes signorum" o santuario del campamento. La pérdida de las águilas, como les sucedió a Craso o Marco Antonio en Oriente o a Varo entre los germanos, es el mayor deshonor que puede sufrir un cuerpo legionario. El suboficial al cargo del águila era el aquilifer.
A mayores, existen otro tipo de estandartes, como los "signa", imagines, vexilla o dracones:
- El signum es el estandarte de cada centuria: rematado en forma de asta o mano –en recuerdo del antiguo manípulo-, se decoraba con guirnaldas, cruces y discos. En los cuerpos auxiliares, los signa incluyen imágenes de los emperadores, con lo que el segundo tipo de estandartes -las imagines- es privativo de las legiones.

- Por su parte, el vexillum es la bandera que marca la posición del general en el campo de batalla, pero también es la enseña de los destacamentos irregulares, por lo que éstas reciben el nombre de vexillationes. Se cuelgan de una barra cruzada al mástil de la enseña.

- El draco es una cabeza de animal en bronce con las fauces abiertas, a la que se añade un tubo de colores y que al agitarlo producía un ruido sordo.

Los portadores de estas enseñas eran, respectivamente, los signiferes, imaginiferes, vexillarii y draconarii.
El culto a las enseñas se realizaba con carácter permanente mediante la deposición en el aedes. Sin embargo, existen ocasiones especiales en las que se honran los signa y vexilla (Rosalia Signorum), las águilas legionarias (natalis aquilae, Honos Aquilae).

## Condecoraciones
Las condecoraciones del período republicano consistían en coronas, habiéndolas de varios tipos:
- Corona gramínea: se concedía por salvar a un ejército.
- Corona cívica: se concedía por salvar la vida de un compañero, estaba hecha de hojas de roble.
- Corona mural: se concedía al primero en coronar la muralla enemiga.
- Corona vallar: se concedía al primero que asaltara la trinchera enemiga.
- Corona naval: premiaba la captura de un barco.
- En la época imperial se añadieron las phalerae, los armillae y los torques.

Los militares de alto rango podían además conseguir otra clase de condecoraciones:
- Centurión jefe y tribunos subordinados podían conseguir una lanza de plata.
- Tribuno jefe podía conseguir dos coronas de oro, dos lanzas de plata y dos estandartes pequeños de oro.
- Los legados podían conseguir hasta tres juegos de condecoraciones.
- Los cónsules y gobernadores podían conseguir cuatro juegos.

No obstante la máxima condecoración no era ninguna medalla ni corona sino un Triunfo.

## En la toponimia
La presencia pasada de legiones romanas persiste en algunos topónimos:
- León, en España, que nació del castro de la legión sexta victrix, más tarde ubicación de la legión séptima gemela.
- Leyún, en Palestina, sede de la legión sexta blindada.
- Leyún, en Jordania, sede de la legión cuarta marcia.
- Lichén, en China, posible refugio último de los legionarios cautivados por los partos tras la batalla de Carras.
- Lion de Andecavos, en Francia.[4]